# ТЕС Djeno
4°54′55.4″ пд. ш. 11°56′10.3″ сх. д. / 4.915389° пд. ш. 11.936194° сх. д.
ТЕС Djeno — теплова електростанція в Республіці Конго, розташована поблизу атлантичного порту Пуент-Нуар (друге за величиною місто країни). 
Перший блок на площадці в Djeno із газовою турбіною потужністю 25 МВт ввели в експлуатацію у 2002 році. Він використовував попутній газ, отриманий при розробці офшорних нафтових родовищ Kitina, Djambala та Foukanda. В 2008-му його доповнили другим блоком такої ж потужності з турбіною компанії General Electric типу MS5001PA.
А у 2010-му тут стали до ладу дві газові турбіни компанії Ansaldo типу AE94.2 потужністю по 166 МВт. Їх робота забезпечується розробкою нового нафтового родовища M'Boundi. В майбутньому, з початком видобутку на офшорних газових родовищах блоку Marine XII (Літченджіллі, Нене Маріне, Мінсала Маріне) планується доповнити ці турбіни паровою та створити блок комбінованого циклу.